# Yves Larock
Yves Larock (ur. w 1977) – szwajcarski DJ.

## Dyskografia

### Single
- 2004 - "Aiaka"
- 2004 - "Zookey"
- 2005 - "Red Dragon"
- 2005 - "Yves Larock EP"
- 2005 - "Vibenight", as Yves Cheminade
- 2005 - "Zookey (Lift Your Leg Up)"
- 2006 - "Losing Track of Time"
- 2006 - "Energia!"
- 2006 - "Something on Your Mind"
- 2007 - "Attack of the Firebird"
- 2007 - "Rise Up"
- 2008 - "Zookey"
- 2008 - "By Your Side"
- 2008 - "Children Of The Sun"
- 2008 - "Say Yeah"
- 2009 - "Listen To The Voice Inside" (feat. Steve Edwards)
- 2010 - "Girls" (feat. Tony Sylla, Tara McDonald)
- 2010 - "Until Tomorrow" (feat. Trisha)
- 2011 - "The Zoo"

### Remiksy
- 2005 - Dub Deluxe - "Sex on Sax"
- 2006 - Major Boys vs. Kim Wilde - "Friday Night Kids"
- 2006 - Tune Brothers - "Serenata"
- 2013 - NERVO & Ivan Gough ft. Beverly Knight - "Not Taking This No More"